# Sestriere
Sestriere (okcitánsky Sestrieras) je italská obec v provincii Turín v oblasti Piemont. Leží v údolí Val di Susa, přibližně 17 km od francouzských hranic. Název obce pochází z latinského rčení ad petram sistrariam, což znamená vzdálenost 60 římských mil od Turína. V roce 2011 zde žilo 884 obyvatel.
Sestriere je významné alpské sportovní středisko. Během sezóny narůstá počet obyvatel obce až na 20 tisíc.

## Historie
V minulosti patřil průsmyk k obci Cesana, ale 18. října 1934 byla tato část začleněna do obce Borgata (dříve součást obce Pragelato) a vznikla obec Sestriere. Lyžařské středisko zde bylo vybudováno ve 30. letech Giovannim Agnellim a po druhé světové válce bylo dále rozvíjeno jeho synovcem Giovannim Nasim.

## Geografie
Obec Sestriere se nachází v průsmyku, který od sebe odděluje údolí Val di Susa a Val Chisone. Nachází se v nadmořské výšce 2035 m n. m. Vzhledem k tomu, že je zcela obklopena horami, bylo v obci vybudováno jedno z největších lyžařských středisek v Itálii. Kolem Sestriere se nacházejí tyto hory: Monte Fraiteve (2701 m n. m.), Monte Sises (2658 m n. m.), Punta Rognosa di Sestriere (3280 m n. m.) a Monte Motta (2850 m n. m.). Obec je rozdělena do několika menších osad: Sestriere Colle v horní části průsmyku, Sestriere Borgata v údolí Val Chisone, Champlas du Col a Champlas Janvier v údolí Val di Susa.

## Turismus

### Zimní sporty
V Sestriere se nachází populární italské lyžařské středisko. V zimních měsících dosahuje populace v obci až 20 tisíc obyvatel. Společně s obcemi Pragelato, Claviere, Sauze d'Oulx, Cesana Torinese a San Sicario v Itálii a obcí Montgenèvre ve Francii tvoří Sestriere součást rozsáhlého lyžařského komplexu Via Lattea (Mléčná dráha). Obec je napojena na 146 sjezdových tratí, z nichž 120 disponuje umělým zasněžováním.
Pravidelně jsou zde pořádány závody Světového poháru v alpském lyžování Mezinárodní lyžařské federace. V roce 1997 zde proběhlo mistrovství světa v alpském lyžování. Sestriere bylo jedno z hlavních dějišť Zimních olympijských her 2006 a Zimních paralympijských her 2006. Probíhaly zde soutěže v alpském lyžování a nacházela se zde jedna ze tří částí olympijské vesnice. Jedna ze dvou hotelových budov, které byly vybudovány ve 30. letech zakladatelem Fiatu Giovannim Angellim, sloužila jako ubytovací zařízení pro sportovce.

### Letní sporty

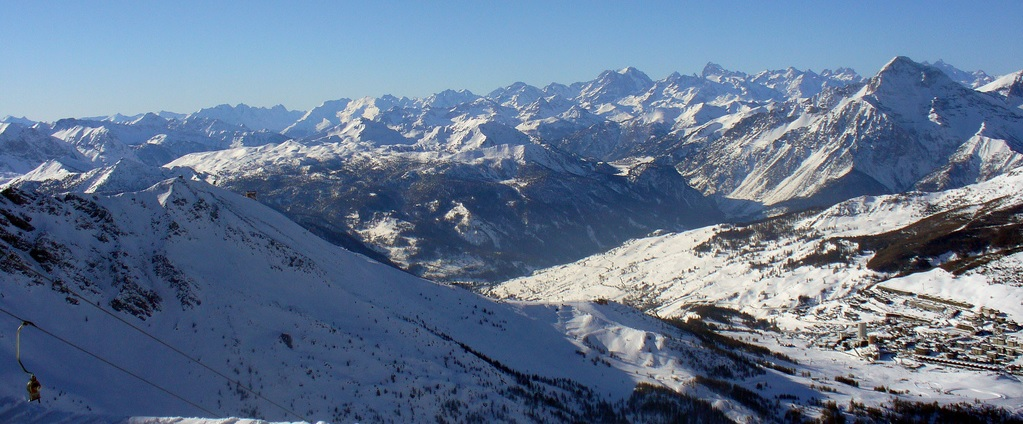
Pohled na obec Sestriere z hory Monte Motta

Během letní sezóny je možno hrát zde golf na nejvýše položeném 18jamkovém golfovém hřišti v Evropě. Sestriere je také známé jako startovní a cílové místo cyklistických závodů Tour de France a Giro d'Italia. V okolí obce se nachází řada turistických tras. V červenci 1994 zde padl světový rekord ve skoku o tyči, jehož držitelem je ukrajinský tyčkař Sergej Bubka.